# Erik Marquardt
Erik Marquardt (ur. 20 października 1987 w Neubrandenburgu) – niemiecki polityk i fotoreporter, deputowany do Parlamentu Europejskiego IX i X kadencji.

## Życiorys
Studiował chemię i nauki polityczne, kształcił się na Uniwersytecie Technicznym w Berlinie oraz na Fernuniversität in Hagen. W latach 2011–2013 wchodził w skład zarządu organizacji studenckiej Freier Zusammenschluss von StudentInnenschaften. Podjął pracę jako fotoreporter. Autor fotoreportaży m.in. z Kabulu i szlaku bałkańskiego w trakcie kryzysu migracyjnego. Angażował się również w akcje humanitarne na Morzu Śródziemnym.
Pełnił funkcję sekretarza generalnego Grüne Jugend, w październiku 2014 został jednym z dwóch rzeczników federalnych tej młodzieżówki. Stanowisko to zajmował do listopada 2015. Dołączył następnie do kilkunastoosobowej rady Zielonych.
W wyborach w 2019 z listy swojej partii uzyskał mandat eurodeputowanego IX kadencji. Z powodzeniem ubiegał się o poselską reelekcję w 2024.